# Aloe multicolor
Aloe multicolor ist eine Pflanzenart der Gattung der Aloen in der Unterfamilie der Affodillgewächse (Asphodeloideae). Das Artepitheton multicolor leitet sich von den lateinischen Worten multi- für ‚viele‘ sowie color für ‚Farbe‘ ab und verweist auf die vielfarbige Blütenhülle der Art.

## Beschreibung

### Vegetative Merkmale
Aloe multicolor wächst stammbildend und verzweigt von der Basis aus. Die anfangs aufrechten, bis zu 100 Zentimeter langen Stämme werden mit der Zeit niederliegend und erreichen dann eine Länge von bis zu 200 Zentimeter. Die dreieckigen Laubblätter bilden eine Rosette, die auf etwa 20 Zentimetern unterhalb der Triebspitze ausdauernd ist. Die mittelgrüne, gelegentlich rötlich überhauchte Blattspreite ist 36 bis 70 Zentimeter lang und 6,5 bis 10 Zentimeter breit. Auf ihr befinden sich nahe der Basis weiße Flecken, die in der Regel nahe der Mittellinie Längslinien bilden. Die Blattoberfläche ist glatt. Die festen, braun gespitzten Zähne am Blattrand sind bis zu 4 Millimeter lang und stehen 8 bis 10 Millimeter voneinander entfernt. Der Blattsaft ist gelb.

### Blütenstände und Blüten
Der Blütenstand weist fünf bis acht Zweige auf und erreicht eine Länge von 60 bis 75 Zentimeter. Gelegentlich sind die unteren Zweige nochmals verzweigt. Die ziemlich dichten, zylindrischen Trauben sind 5 bis 11 Zentimeter lang. Die eiförmig-spitzen, weißlichen Brakteen weisen eine Länge von 10 bis 11 Millimeter auf und sind 6 bis 7 Millimeter breit. Die Blüten sind an ihrer Basis karminrot. Die äußeren Zipfel sind karminrot mit orangeroten Rändern, die inneren Zipfel sind gelb und besitzen weißliche Ränder. Die keulenförmigen Blüten stehen an 11 bis 12 Millimeter langen Blütenstielen. Sie sind 22 bis 25 Millimeter lang und an ihrer Basis kurz verschmälert. Auf Höhe des Fruchtknotens weisen die Blüten einen Durchmesser von 4 bis 5 Millimeter auf. Darüber sind sie auf 3,5 bis 4 Millimeter verengt und schließlich zur Mündung auf 5 Millimeter erweitert. Ihre äußeren Perigonblätter sind auf einer Länge von etwa 14 Millimetern nicht miteinander verwachsen. Die Staubblätter und der Griffel ragen 4 bis 6 Millimeter aus der Blüte heraus.

## Systematik und Verbreitung
Aloe multicolor ist im Norden von Kenia im offenen Trockenbusch und zwischen Felsen in Höhen von 960 bis 1250 Metern verbreitet.
Die Erstbeschreibung durch Leonard Eric Newton wurde 1994 veröffentlicht.

## Nachweise